# Palavra estreitamente engraçada
Sugeriu-se que certas palavras fossem inerentemente engraçadas. A tradição Vaudeville sustenta que as palavras com a letra k são engraçadas. Um estudo de 2015 da Universidade de Alberta sugeriu que o humor de certas palavras nonsenses pode ser explicado pelo fato de parecerem rudes e pela propriedade da entropia - a improbabilidade de certas letras serem usadas juntas em uma palavra. O filósofo Arthur Schopenhauer postulou que o humor é um produto de nossas expectativas serem violadas. (Realização).

## Palavras engraçadas em inglês
As palavras de Vaudeville podem ser encontradas na peça de 1972 de Neil Simon, The Sunshine Boys, na qual um comediante envelhecido dá uma lição ao sobrinho na comédia, dizendo que palavras com k são engraçadas.
Richard Wiseman, professor de compreensão pública de psicologia na Universidade de Hertfordshire, conduziu um pequeno experimento para determinar se as palavras com um som k eram realmente consideradas mais engraçadas do que outras para falantes de inglês. Seu Laboratório de riso testou o grau de graça entre uma família de piadas baseadas em sons de animais; a piada que classificou a mais engraçada também foi a com mais sons k.
Robert Beard, professor emérito de linguística da Universidade Bucknell, disse a um entrevistador que "a primeira coisa que as pessoas sempre escrevem [em seu site] na sessão sobre, são palavras engraçadas". O primeiro livro de Beard foi The 100 Funniest Words in English, e entre suas palavras selecionadas estão "absquatulate", "bowyangs", "collywobbles", "fartlek", "filibuster", "gongoozle", "hemidemisemiquaver" e "snollygoster".

## Rudeza e desordem
Um estudo de 2015 publicado no Journal of Memory and Language examinou o humor de palavras nonsenses. O estudo utilizou um programa de computador para gerar palavras sem sentido pronunciadas que seguiram as convenções típicas de ortografia em inglês e as testaram quanto à sua diversão percebida em sujeitos humanos.
As palavras mais engraçadas e sem sentido tendem a ser aquelas que lembram as pessoas de palavras reais que são consideradas rudes ou ofensivas. Essa categoria incluiu quatro das seis principais palavras sem sentido que foram classificadas como as mais engraçadas do experimento: "whong", "dongl", "shart" e "focky". Para explicar por que essas palavras pareciam engraçadas, o autor do estudo disse: "A expectativa de que você leu ou pronunciou uma palavra rude é aumentada - e depois violada, porque na verdade é um absurdo inofensivo. Há uma sensação de alívio - em atingir, embora com elas. "
Após remover da consideração as palavras que pareciam rudes, sugeriu-se que outro fator também fosse significativo. O autor principal do estudo, Chris Westbury, da Universidade de Alberta, recomenda que o humor de certas palavras inventadas pode ser explicado pela propriedade da entropia. Entropia (especificamente a entropia de Shannon ) aqui expressa o quão improvável são as combinações de letras em certas palavras sem sentido: quanto mais improvável que as letras sejam usadas juntas em inglês, mais engraçada a combinação provavelmente será encontrada. Palavras sem sentido, como "rumbus", "skritz" e "yuzz-a-ma-tuzz", criadas pelo autor e ilustrador de livros infantis Dr. Seuss, foram encontradas com combinações de letras menos prováveis e parecendo mais engraçadas do que a maioria palavras inglesas comuns. De acordo com Westbury, "há realmente uma relação consistente entre o quão engraçado [não-palavras] são e como estranho eles são".
A explicação da entropia também apoia a noção de que palavras com um 'k' tendem a ser mais engraçadas, pois a letra 'k' é uma das letras menos usadas no idioma inglês.
A ideia de que o humor pode ser predito pela entropia de uma palavra corresponde ao trabalho do filósofo alemão Arthur Schopenhauer do século XIX, que postulou que o humor é um produto de suas expectativas a serem violadas. De acordo com Westbury, "Uma razão pela qual trocadilhos são engraçados é que eles violam nossa expectativa de que uma palavra tenha um significado". Violação de expectativas corresponde matematicamente a uma combinação de letras de baixa probabilidade, o que também faz a palavra parecer particularmente engraçada, de acordo com Westbury.
Para fornecer uma possível explicação evolutiva desses fenômenos, os autores do estudo disseram que ocorrências incomuns podem ser experimentadas como indicadoras da presença de ameaças em potencial, e que o humor pode ser uma maneira de sinalizar para outras pessoas que alguém percebeu que uma ameaça percebida é realmente inofensivo. Westbury disse: "Por mais estranho que possa parecer, esse mesmo mecanismo pode ser ativado quando você vê uma palavra de aparência improvável ou altamente tabu - você sente alívio ao reconhecer que é completamente inofensivo - apenas uma piada".